# جایزه ریچارد داوکینز
جایزه ریچارد داوکینز یک جایزه سالانه، جهت شناخته شدن اشخاصی است که نمونه‌ای از ارزش‌های سکولاریسم و خردگرایی هستند.
این جایزه به افتخار زیست‌شناس فرگشتی ریچارد داوکینز نام‌گذاری شد.
همچنین نخستین بار در ۲۰۰۳ میلادی توسط اتحاد آتئیست آمریکا دایر شد و تا ۲۰۱۹ توسط مرکز تحقیق اهدا می‌گردید.

## دریافت‌کنندگان جایزه
- ۲۰۰۳: جیمز رندی
- ۲۰۰۴: ان درایان
- ۲۰۰۵: پن جیلت و تللر
- ۲۰۰۶: جولیا سویینی
- ۲۰۰۷: دنیل دنت
- ۲۰۰۸: آیان حرصی علی
- ۲۰۰۹: بیل مار
- ۲۰۱۰: سوزان جکوبی
- ۲۰۱۱: کریستوفر هیچنز
- ۲۰۱۲: یوگی اسکات
- ۲۰۱۳: استیون پینکر
- ۲۰۱۴: ربکا گولدشتاین
- ۲۰۱۵: جری کوین
- ۲۰۱۶: لاورنس کراوس
- ۲۰۱۷: دیوید سیلورمن
- ۲۰۱۸: استیون فرای
- ۲۰۱۹: ریکی جرویز
- ۲۰۲۰: جاوید اختر